# Katten Gustaf – Filmen
Katten Gustaf: Filmen (engelska: The Garfield Movie) är en amerikansk datoranimerad komedifilm från 2024. Den är baserad på den tecknade serien Gustaf skapad av Jim Davis. Filmen är regisserad av Mark Dindal, med manus skrivet av Paul A. Kaplan, Mark Torgove och David Reynolds.
Filmen hade biopremiär i Sverige den 24 maj 2024, utgiven av Sony Pictures Releasing.

## Rollista (i urval)
| Roll          | Originalröster    | Svenska röster     |
| ------------- | ----------------- | ------------------ |
| Gustaf        | Chris Pratt       | Filip Berg         |
| Vic           | Samuel L. Jackson | Magnus Roosmann    |
| Jon Arbuckle  | Nicholas Hoult    | Charlie Gustafsson |
| Otto          | Ving Rhames       | Johan Schinkler    |
| Ådi           | Harvey Guillén    | –                  |
| Märta Mattson | Cecily Strong     | Nour El Refai      |
| Jinx          | Hannah Waddingham | Sanna Nielsen      |
| Roland        | Brett Goldstein   | Jan Åström         |
| Ruben         | Bowen Yang        | Kim Sulocki        |
| Snoop Catt    | Snoop Dogg        | ?                  |

## Produktion
Den 24 maj 2016 tillkännagavs det att Alcon Entertainment skulle börja utvecklingen en ny datoranimerad Garfield-film, med John Cohen och Steven P. Wegner som producenter, och med ett manus av Mark Torgove och Paul A. Kaplan. Den 12 november 2018 gick Mark Dindal med i projektet som regissör, med en förproduktion som skulle börja följande månad. Den 1 november 2021 blev det klart att Chris Pratt skulle göra rösten till Katten Gustaf (Garfield) och att filmens manus istället skulle skrivas av David Reynolds, känd från bland annat Hitta Nemo. Röstskådespelaren Frank Welker, som gjort den engelska rösten för Katten Gustaf sedan 2007, uttryckte sin besvikelse över att han inte blev kontaktad för att återigen göra rösten till karaktären.
I maj 2022 gick Samuel L. Jackson med i filmen som Gustafs far, Vic.